# سالزبری (شهرستان ناساو، نیویورک)
سالزبری (به انگلیسی: Salisbury) یک منطقهٔ مسکونی در ایالات متحده آمریکا است که در شهرستان نساو، نیویورک واقع شده‌است. سالزبری ۱۲٬۰۹۳ نفر جمعیت دارد.